# Asiosilis waterstradti
Asiosilis waterstradti is een keversoort uit de familie soldaatjes (Cantharidae). De wetenschappelijke naam van de soort werd in 1910 gepubliceerd door Maurice Pic.